# Rosalyn Sussman Yalow
Rosalyn Sussman Yalow (New York, 1921. július 19. – New York, 2011. május 30.) amerikai fizikus. A radioaktív immunológiai kimutatás (radioimmunoassay, rövidítve: RIA) módszerének kifejlesztéséért 1977-ben orvostudományi Nobel-díjban részesült. Gerty Cori után ő volt a második orvosi Nobel-díjas nő.

## Tanulmányai
Rosalyn Sussman néven született 1921. július 19-én, New York Bronx negyedében, zsidó családban. Apja, Simon Sussman oroszországi bevándorlók gyereke volt és egy kis boltból tartotta el családját. Anyját, Clara Zippert négyéves korában hozta családja Németországból az Egyesült Államokba. Szüleik csak elemi iskolát végeztek, de gyerekeiket igyekeztek taníttatni. Rosalyn már az óvoda előtt megtanult olvasni és bátyjával, Alexanderrel együtt rendszeres látogatói voltak a közkönyvtáraknak. A saját magát makacs, önfejű gyerekként jellemző Yalow kedvenc tantárgya sokáig a matematika volt, csak a középiskolában fordult, tanára hatására, a kémia felé. A középiskola után a Hunter College női főiskolára jelentkezett, ahol már – többek között Enrico Fermi egy előadása meghallgatása után – a fizika kezdte vonzani és ez lett a fő tantárgya.
A főiskolát 1941-ben végezte el és helyzete bizonytalanná vált, mert nagyon kis esély volt arra, hogy akkor egy nőt felvegyenek fizikai mesterképzésre (különösen atomfizikából, ami őt érdekelte). Szülei javasolták, hogy legyen tanító egy elemi iskolában, de korábbi fizikatanára beajánlotta a Columbia Egyetem biokémia-professzorához, titkárnőként. A terv az volt, hogy így könnyebben bejuthat az előadásokra és talán bekerülhet az évfolyamra is. Yalow már beiratkozott egy gyorsíró tanfolyamra, amikor az Illinois-i Egyetem válaszolt a levelére és felvették egyik tanáruk asszisztensének. Az egyetem műszaki tanszékének 400 dolgozójából Yalow volt az egyetlen nő (és 1917 óta az első).
Munkája mellett elvégezte az egyetem fizika szakát. A tanév első napján megismerkedett Aaron Yalowval, akivel 1943. június 6-án összeházasodott. 1942-ben megkapta a mesterdiplomáját, 1945-ben pedig PhD fokozatát. Ő volt a második nő, aki az egyetemen doktorátust szerzett fizikából.

## Pályafutása

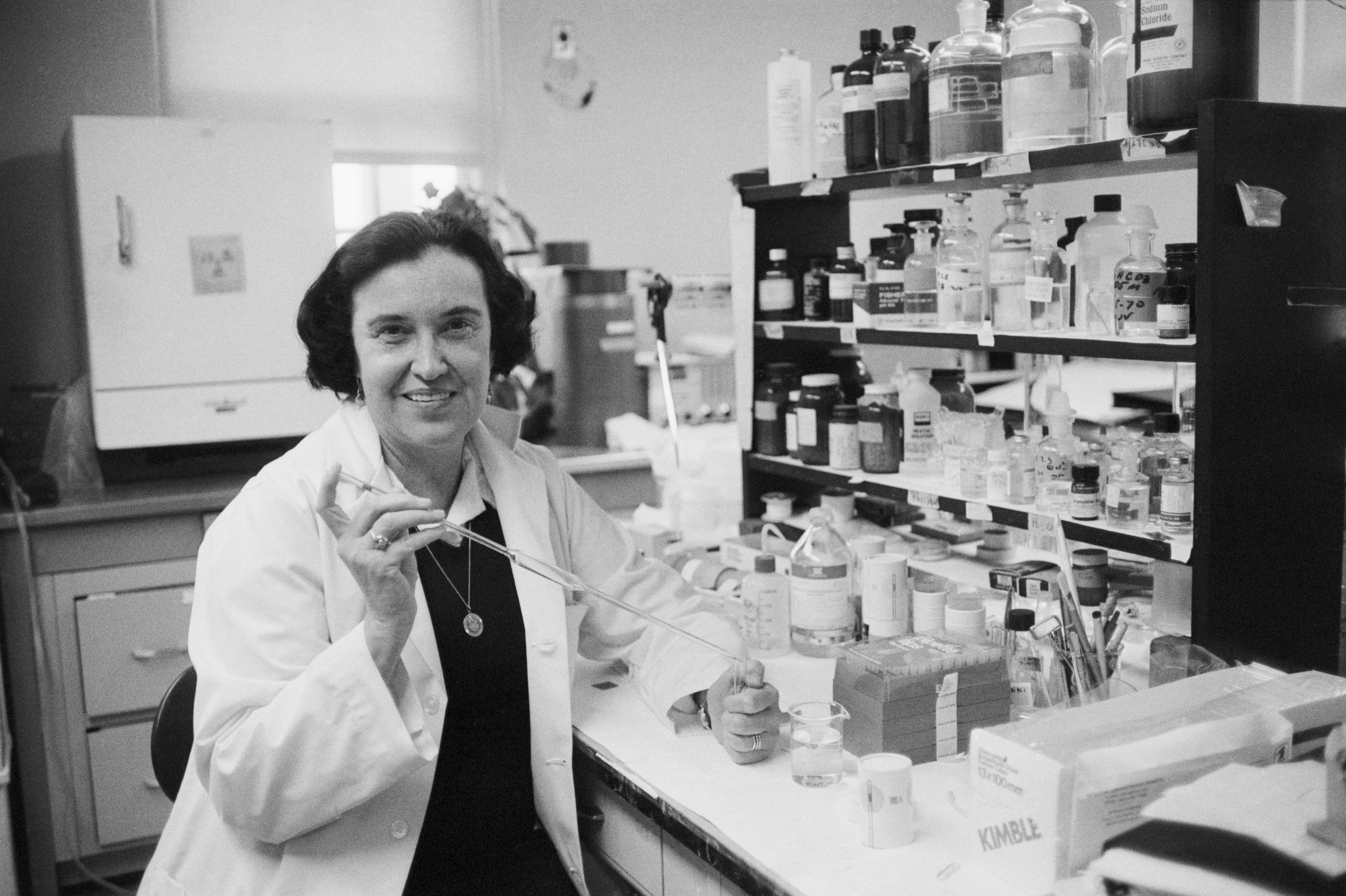
Yalow a laboratóriumban

Tanulmányainak végeztével férjével együtt visszaköltözött New Yorkba, ahol egy magánlaboratórium, a Federal Telecommunications Laboratory segéd-elektromérnökeként helyezkedett el. 1946-tól 1950-ig a Hunter College-ben tanított fizikát. 1947-ben kapcsolatba került a Veteránhivatallal (Veterans Administration), amely a radioaktív anyagok orvosi felhasználását kereste. 1950-ben a szövetség bronxi kórházában felszereltek számára egy laboratóriumot, Yalow pedig otthagyva az oktatást, minden idejét a kutatásnak szentelhette. Ebben Solomon A. Berson segítette, aki nem sokkal korábban végzett belgyógyászként. Együttműködésük Berson 1972-es haláláig tartott. Közösen kidolgozták a radioaktív izotópok felhasználását a vértérfogat mérésében, a jódanyagcsere tanulmányozásában és a pajzsmirigy betegségeinek diagnózisában.
Az 1950-es években úgy gondolták, hogy a szerzett (II-es típusú) cukorbetegség esetében azért kevés az inzulin a szervezetben, mert a máj túlságosan gyorsan lebontja azt. Ennek a hipotézisnek a tesztelésére Yalow és Berson radioaktív 131jódot kötöttek az inzulinmolekulához és egészséges és cukorbeteg személyekbe injekciózták. Úgy találták, hogy az inzulin mennyisége a betegekben még magasabb is, amit azzal magyaráztak, hogy a cukorbetegekben az immunrendszer ellenanyagokat termel az állati eredetű inzulin ellen (amit a betegek rendszeresen kaptak) és ez megakadályozza, hogy kifejthesse hatását.
Az immunológusok nem akarták elfogadni elméletüket, úgy vélték, hogy az inzulin ellen nem képződhet ellenanyag, ezért a kutatópáros kidolgozott egy módszert, amivel az igen kis mennyiségben keletkező, hagyományos módszerekkel mérhetetlen antitesteket detektálni tudják. A radioaktív immunológiai kimutatásnak (radioimmunoassay, röviden: RIA) nevezett technika lényege, hogy az ismert mennyiségű antigént (ebben az esetben inzulint) radioaktívan jelzett antitestekkel és az ismeretlen minta hígításaival hozzák össze. Ha a mintában is van antitest, az lefoglalja az inzulin egy részét és kevesebb radioaktív ellenanyag tud hozzá kötődni. Centrifugálással elkülönítve az antigén-antitest komplexeket és megmérve radioaktivitásukat, tudni fogjuk, hogy mennyivel kevésbé sugároznak mint a kontroll és az eredeti radioaktív antitesthez képest mennyi van a vérmintában. A módszert bármilyen molekulára lehet alkalmazni, ami ellen ellenanyag termelhető és rendkívül érzékenynek bizonyult. Ennek köszönhetően gyorsan elterjedt az élettani-orvostudományi kutatók körében például hormonok, gyógyszerek, vitaminok, vírusok stb. kimutatására.
1968-ban Yalow a Mt. Sinai School of Medicine kutatóprofesszora lett, 1970-ben pedig kinevezték a Veteránhivatal kórháza Nukleáris Orvoslási Szolgálatának vezetőjévé. A RIA elterjedésével párhuzamosan sorra kapta a tudományos felfedezésekért járó díjakat. 1976-ban ő volt az első nő, aki megkapta a Nobel-díj egyik előfutárának számító, orvosi alapkutatásért járó Albert Lasker-díjat. A következő évben pedig a hormonokat kutató Andrew Schallyval és Roger Guilleminnel (akik szintén alkalmazták a RIA-t) megosztva neki ítélték az orvostudományi Nobelt. Mivel Berson 1972-ben meghalt, az ő neve nem jöhetett szóba a díj kiosztásakor. 
1980-tól a Yeshiva Egyetem, 1986-tól pedig a Mt. Sinai kiváló (distinguished) professzora volt.

## Díjai

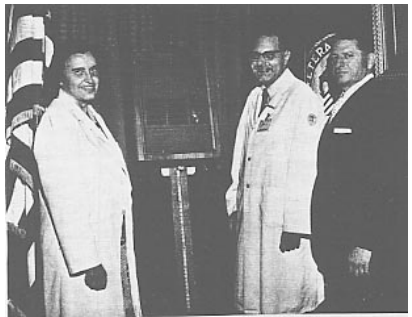
Rosalyn Yalow (balra) és Kenneth Sterling a Middleton-díj átadásán

- 1972 a Veteránhivatal William S. Middleton-díja
- 1975 az Amerikai Orvostársaság tudományos teljesítményért adott díja
- 1976 Albert Lasker-díj
- 1977 Fiziológiai és orvostudományi Nobel-díj
- 1988 Nemzeti Tudományos Érem

1978-tól tagja volt az Amerikai Művészeti és Tudományos Akadémiának.

## Családja
1943-ban házasodtak össze Aaron Yalow fizikussal, két gyerekük született: Benjamin és Elanna.
Rosalyn Yalow 2011. május 30-án halt meg New Yorkban, 89 éves korában